# Comptonatus
Comptonatus är ett utdött släkte av dinosaurier i gruppen iguanodonter som levde för cirka 125 miljoner år sedan.
Fossil av typarten Comptonatus chasei hittas på Isle of Wight i södra England. Fyndet består av 149 ben och är ett av de mest fullständiga fossilen av en dinosaurie. Djuret var ungefär lika stor som en bison. Dessutom upptäcktes flera spår vad som tyder på att djuret levde i flock. Släktnamnet syftar på viken Compton Bay som är fyndplatsen. Artepitet hedrar den avlidna paleontologen Nick Chase som gjorde de första fynden året 2013.